# 22948 Maidanak
22948 Maidanak este un asteroid din centura principală de asteroizi.

## Descriere
22948 Maidanak este un asteroid din centura principală de asteroizi. A fost descoperit pe 2 octombrie 1999 la Stația Anderson Mesa în cadrul programului LONEOS. Asteroidul prezintă o orbită caracterizată de o semiaxă mare de 2,64 ua, o excentricitate de 0,13 și o înclinație de 14,5° în raport cu ecliptica.